# Saint-Martin-le-Vinoux
Saint-Martin-le-Vinoux – miejscowość i gmina we Francji, w regionie Owernia-Rodan-Alpy, w departamencie Isère.
Według danych na rok 1990 gminę zamieszkiwało 5139 osób, a gęstość zaludnienia wynosiła 511 osób/km² (wśród 2880 gmin regionu Rodan-Alpy Saint-Martin-le-Vinoux plasuje się na 167. miejscu pod względem liczby ludności, natomiast pod względem powierzchni na miejscu 1117.).
Przez gminę przepływa rzeka Isère. 

## Współpraca
- Brotterode, Niemcy
- Moribabougou, Mali
- Balcesti, Rumunia